# FMX

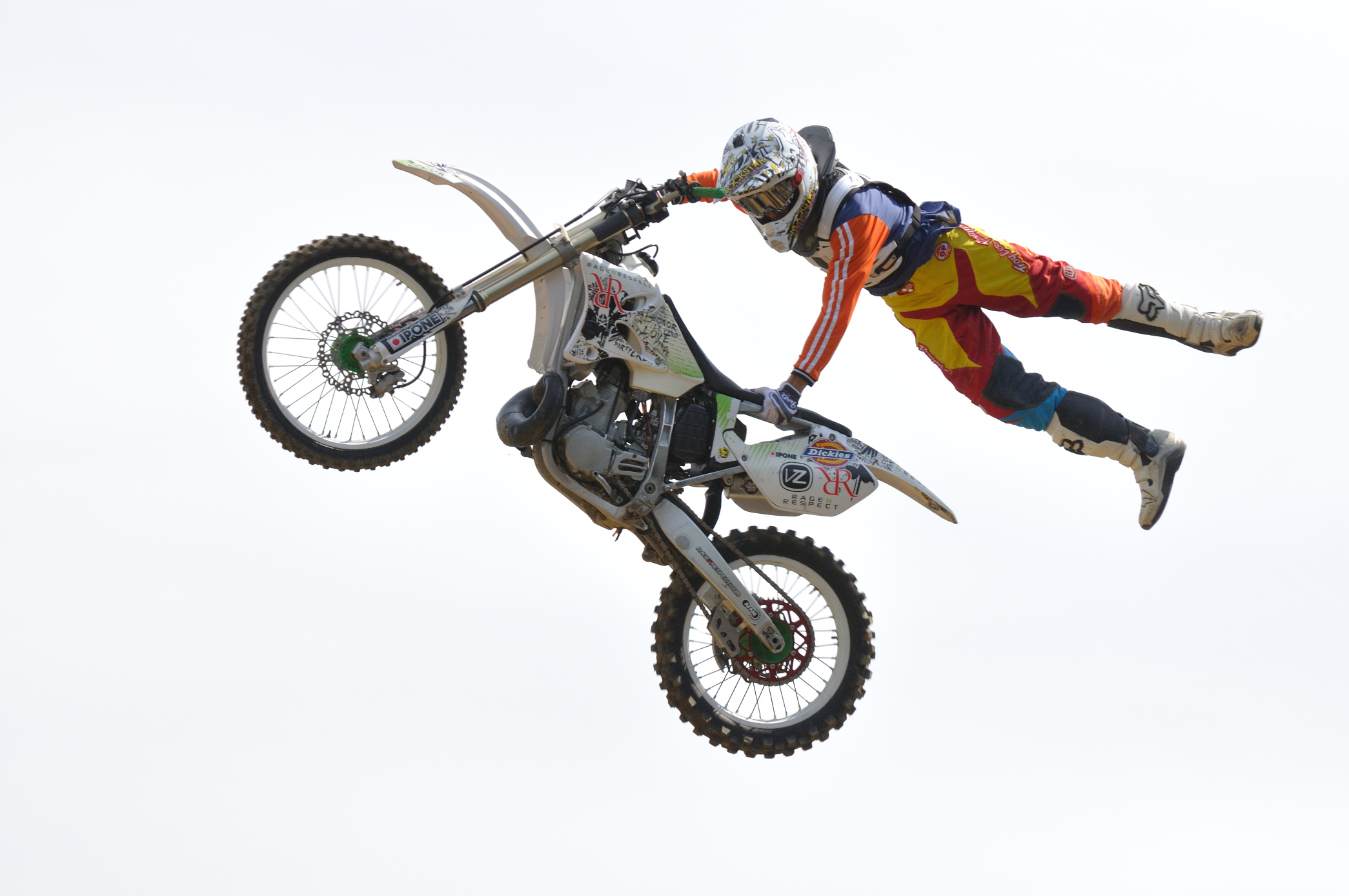
Pokaz freestyle motocross w Barbechat we Francji

FMX (freestyle motocross) – sport motorowy, który wyewoluował ze zwykłego motocrossu. Wszystko zaczęło się od zawodów supercrossowych i wykonywania ewolucji znanej jako whip na hopie finiszowej.
Od motocrossu odróżnia go budowa motocykla, który zazwyczaj posiada odchudzone siedzenie, zmodyfikowane zawieszenia (na twardsze), wyższą kierownicę oraz wycięcia w bocznych plastikach tzw. „graby”. Zawodnicy wykonują ewolucje na rampach, których wysokość wynosi od ok. 2,65 m do 3 m. Największe zawody FMX na świecie to seria imprez Red Bull X-Fighters i X Games oraz Night Of The Jumps.

## Najsłynniejsze nazwiska FMX-u

### Stany Zjednoczone
- Travis Pastrana;
- Mike Metzger;
- Seth Enslow;
- Adam Jones;
- Mike Mason;
- Carey Hart;
- Ronnie Renner;
- Brian Deegan;
- Nate Adams;
- Todd Potter;
- Jeremy Lusk;
- Jeremy Stenberg;
- Kyle Loza

Najsłynniejszym zespołem w Stanach Zjednoczonych jest Metal Mulisha.

### Europa
- Mat Rebeaud (SUI);
- Alvaro Dal Farra (IT);
- Massimo Bianconcini (IT);
- Andre Villa (NOR);
- Remi Bizouard (FR);
- Dany Torres (SP);
- Busty Wolter (GER);
- Luc i Hannes Ackermann (GER)
- Tom i Charles Pages (FR);
- Romain i Brice Izzo (FR);
- Frederik Johansson (GER);
- Ailo Gaup (NOR);
- Petr Pilat (CZ)
- Libor Podmol (CZ)
- Maikel Melero (SP)
- Jose Miralles (SP)

#### Najlepsi polscy zawodnicy
- Marcin Łukaszczyk,
- Rafał Biały,
- Bartek Ogłaza

Najsłynniejsze zespoły w Europie: FMX4ever (Belgia), DaBoot (Włochy) oraz Freestyle Family (Polska).

### Azja
- Eigo Sato (JAP);
- Daice Suzuki;
- Kota Kogimura;
- Taka Higashino (JAP)

## Podstawowe triki we freestyle motocrossie
- lazy boy - zawodnik zahacza kolanami kierownicę od dołu i kładzie się plecami na siodełku, równocześnie wyprostowując ręce za głową. Idealne wykonanie triku następuje wtedy, gdy zawodnik jest maksymalnie wyciągnięty, a jego ciało przylega do motocykla.
- cliffhanger – po wybiciu z kickera (rodzaj skoczni motocyklowej), zawodnik chwyta górną częścią stóp kierownicę, a następnie wyprostowuje się i podnosi ręce nad głową. Część zawodników zamiast za kierownicę chwyta za przedni widelec wewnętrzną częścią stopy.
- barhop - zawodnik stara się wyprostować nogi nad kierownicą nie odrywając od niej rąk. Im bardziej uda mu się je wyprostować, tym więcej uzyska od sędziów punktów. Nogi powinny być złączone.
- shaolin - trik podobny do barhopu. Zawodnik nie wyciąga złączonych nóg, tylko maksymalnie je rozszerza.
- backflip - salto w tył.
- double backflip – podwójne salto w tył.
- cordova backflip - w czasie wykonywania salta w tył zawodnik podciąga stopy do poziomu kierownicy i zahaczając o nią stopami, wypycha tułów i kolana przed kierownicę. Trik uzupełnia wychylenie głowy do tyłu. Dłonie pozostają cały czas na kierownicy.
- cliffhanger backflip - w czasie wykonywania salta w tył zawodnik chwyta górną częścią stóp kierownicę, a następnie wyprostowuje się i podnosi ręce nad głową. Połączenie backflipa z cliffhangerem.
- lazy boy backflip - jedna z odmian backflipa. Podczas wykonywania salta w tył zawodnik puszcza kierownicę, kładzie się na siodełku, maksymalnie wyprostowując ciało i wyciąga ręce za głowę. Połączenie backflipa z lazy boyem.
- shaolin backflip - w czasie wykonywania salta w tył zawodnik maksymalnie rozszerza nogi przełożone nad kierownicą. Dłonie pozostają cały czas na kierownicy.
- underflip - zawodnik obraca się o 360 stopni wokół podłużnej osi motocykla, obrót w płaszczyźnie pionowej.
- tsunami - specyficzny rodzaj stania na rękach wykonanego na kierownicy. Trik jest nieudany, jeśli nogi nie są złączone i gdy zawodnik nie podwinie nóg w kształt przypominający falę morską. Głowa powinna być odchylona lekko do tyłu i znajdować się niżej od stóp.
- heelclicker - zawodnik trzymając kierownicę przekłada na zewnątrz uchwytów stopy i lekko zderza ze sobą pięty.
- 360 - pełny obrót na motocyklu wokół własnej osi w płaszczyźnie poziomej.
- 540 - półtora obrotu wokół własnej osi w płaszczyźnie poziomej.
- whip - zawodnik obraca w locie motocykl o około 90 stopni, by po kilku sekundach powrócić do pierwotnego ułożenia.
- no-hand landing - lądowanie bez trzymania kierownicy. Ten trik występuje w kombinacji z innymi ewolucjami. Najwięcej punktów przyznaje się wtedy, gdy podczas lądowania ręce znajdują się maksymalnie daleko od kierownicy.
- superman – wypuszczenie nóg do tyłu bez puszczenia kierownicy. Ciało zawodnika powinno być wyprostowane i ułożone równolegle do motocykla.
- superman seat grab - mutacja klasycznego supermana. Zawodnik jedną ręką trzyma kierownicę, a drugą chwyta za boczny uchwyt wycięty pod siedzeniem motocykla. Nogi pozostają wyciągnięte do tyłu.
- indian air - trik bardzo podobny do superman seat grab. Różnicą pomiędzy tymi ewolucjami jest ułożenie nóg. W indian air zawodnik porusza nogami, co przypomina spacer w powietrzu.
- hart attack - kolejna mutacja superman seat grab. Przy tym triku nogi powinny być uniesione do góry, niemal pionowo nad motocykl.
- superman double seat grab - zawodnik puszcza kierownicę i chwyta oburącz za tylną cześć siedzenia, za boczne uchwyty. Jednocześnie wypycha wyprostowane nogi maksymalnie do tyłu. Ułożenie ciała powinno być takie samo jak podczas klasycznego supermana.
- rock solid - trik jest podobny do supermana, z tym wyjątkiem, że zawodnik puszcza kierownicę i przez kilka sekund leci równolegle nad motocyklem nie mając z nim żadnego kontaktu fizycznego.
- can can - przełożenie prawej (lub lewej) nogi ponad siodłem na drugą stronę motocykla. Noga, którą zawodnik przełożył, powinna znaleźć się przed nogą nieprzełożoną.
- nac nac - odwrotność can can. Noga, która została przełożona podczas tego triku powinna znaleźć się za nogą nieprzełożoną.